# Regionalna Dyrekcja Lasów Państwowych w Katowicach
Regionalna Dyrekcja Lasów Państwowych w Katowicach (RDLP) – jedna z 17 Regionalnych Dyrekcji Lasów Państwowych w Polsce.

## Charakterystyka

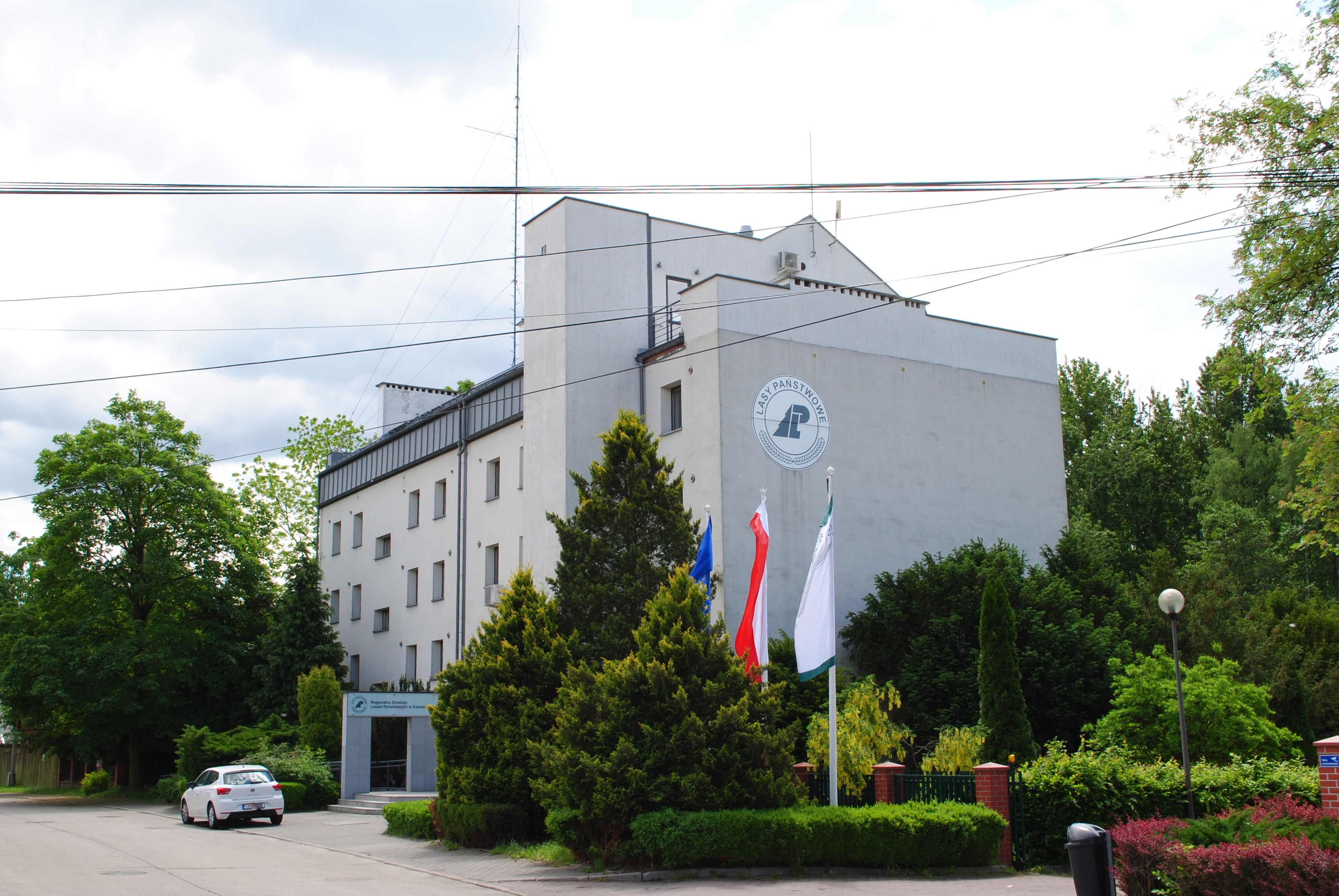
RDLP w Katowicach

W skład RDLP wchodzi 38 nadleśnictw (Andrychów, Bielsko, Brynek, Brzeg, Chrzanów, Gidle, Herby, Jeleśnia, Katowice, Kluczbork, Kobiór, Koniecpol, Koszęcin, Kup, Kłobuck, Kędzierzyn, Lubliniec, Namysłów, Olesno, Olkusz, Opole, Prudnik, Prószków, Rudy Raciborskie, Rudziniec, Rybnik, Siewierz, Strzelce Opolskie, Sucha, Świerklaniec, Turawa, Tułowice, Ujsoły, Ustroń, Wisła, Węgierska Górka, Zawadzkie, Złoty Potok) oraz Zakład Transportu i Spedycji Lasów Państwowych w Świerklańcu, Gospodarstwo Rybackie w Krogulnej, Gospodarstwo Rybackie w Niemodlinie i Gospodarstwo Rybackie w Żorach.
Zasięg terytorialny RDLP wynosi 25 049 km². Na terenie RDLP znajdują się 3 obiekty szkoleniowo-wypoczynkowe i wypoczynkowe w Ustroniu-Jaszowcu, Brennej i Jastarni.
Głównym gatunkiem lasotwórczym jest sosna zwyczajna i modrzew (66%).
Przeciętny wiek drzewostanów wynosi 56 lat, przeciętna zasobność 205 m³ grubizny/ha, przeciętny przyrost drewna 3,7 m³/ha/rok.